# Dr Ken
 Dr. Ken – amerykański serial telewizyjny (sitcom) wyprodukowany przez D.K. Entertainment, Davis Entertainment, ABC Studios oraz Sony Pictures Television. Pomysłodawcami serialu są Ken Jeong i Jared Stern. Premierowy odcinek serialu był wyemitowany 2 października 2015 roku przez ABC
.
2 października 2015 roku, stacja ABC zamówiła pełny pierwszy sezon Dr Ken

13 maja 2016 roku, stacja ABC ogłosiła zamówienie 2 sezonu
.
12 maja 2017 roku, stacja ABC ogłosiła zakończenie produkcji serialu po dwóch sezonach.

## Fabuła
Serial opowiada o Kenie, mężu, lekarzu, ojcu dwójki dzieci, który chce się spełnić w każdej roli. Najczęściej jego dobre intencje doprowadzają innych  do szału. Jedynie Allison, jego terapeutka potrafi okiełznać Kena.

## Obsada

### Główna
- Ken Jeong jako dr Ken
- Suzy Nakamura jako Allison[5]
- Tisha Campbell-Martin jako Damona
- Dave Foley jako Pat[6]
- Jonathan Slavin jako Clark[7]
- Albert Tsai jako Dave
- Krista Marie Yu jako Molly[7]
- Kate Simens jako dr Julie Mintz[8]

### Gościnne występy
- Will Yun Lee jako dr Kevin O'Connell[9]

## Odcinki
| Sezon | Sezon | Odcinki | Oryginalna emisja   | Oryginalna emisja | Oryginalna emisja | Oryginalna emisja | Oryginalna emisja |
| Sezon | Sezon | Odcinki | Premiera sezonu     | Finał sezonu      | Premiera sezonu   | Finał sezonu      |                   |
| ----- | ----- | ------- | ------------------- | ----------------- | ----------------- | ----------------- | ----------------- |
|       | 1     | 22      | 2 października 2015 | 22 kwietnia 2016  | brak danych       | brak danych       |                   |
|       | 2     | 22      | 23 września 2016    | 31 marca 2017     | brak danych       | brak danych       |                   |

## Produkcja
11 lutego 2015 roku, stacja  ABC zamówiła pilotowy odcinek The Real O'Neals	

8 maja 2015 roku, stacja ABC 
oficjalnie zamówiła pierwszy sezon serialu na sezon telewizyjny 2015/2016